# Ryan Bailey

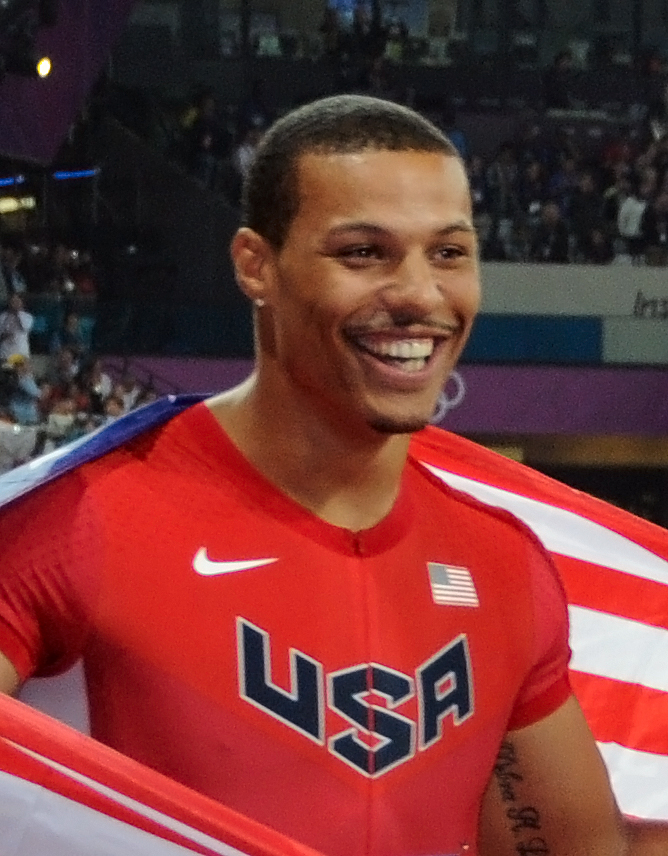

Ryan Bailey (nacido el 13 de abril de 1989) es un corredor de pista y campo, y velocista estadounidense. Él tiene marcas personales de 9,88 segundos en los 100 metros y 20,10 segundos para los 200 metros lisos. Está entre los diez primeros estadounidenses en distancia más corta.
Es nativo de Portland, Oregon, Bailey, asistió a Douglas McKay High School en Salem, donde ganó los títulos 6A de los campeonatos del estado de Oregon de 2007 en los 100 metros y 200 metros, y luego fue a terminar segundo y tercero a más de 200 metros en los campeonatos al aire libre de Nike y campeonatos menores USATF, respectivamente. Después de su graduación, comenzó a estudiar a tiempo parcial en Chemeketa Community College.